# Entrammes
Entrammes è un comune francese di 2 231 abitanti situato nel dipartimento della Mayenne nella regione dei Paesi della Loira, ad una dozzina di chilometri a sud del capoluogo Laval.
Il suo nome viene dal gallo-romano Inter Amnes, cioè "fra le acque": nel luogo confluiscono, infatti, tre fiumi: la Mayenne, che dà il nome al dipartimento, la Jouanne, all'ingresso del paese e l'Ouette.

## Monumenti e luoghi d'interesse
- Sul suo territorio si svolse, nel 1793, la battaglia di Entrammes.
- Chiesa parrocchiale di Santo Stefano
- Terme gallo-romane
- Abbazia trappista di Notre Dame Port du Salut.

## Società

### Evoluzione demografica
Abitanti censiti

## Amministrazione

### Gemellaggi
- Rosendahl

## Galleria d'immagini

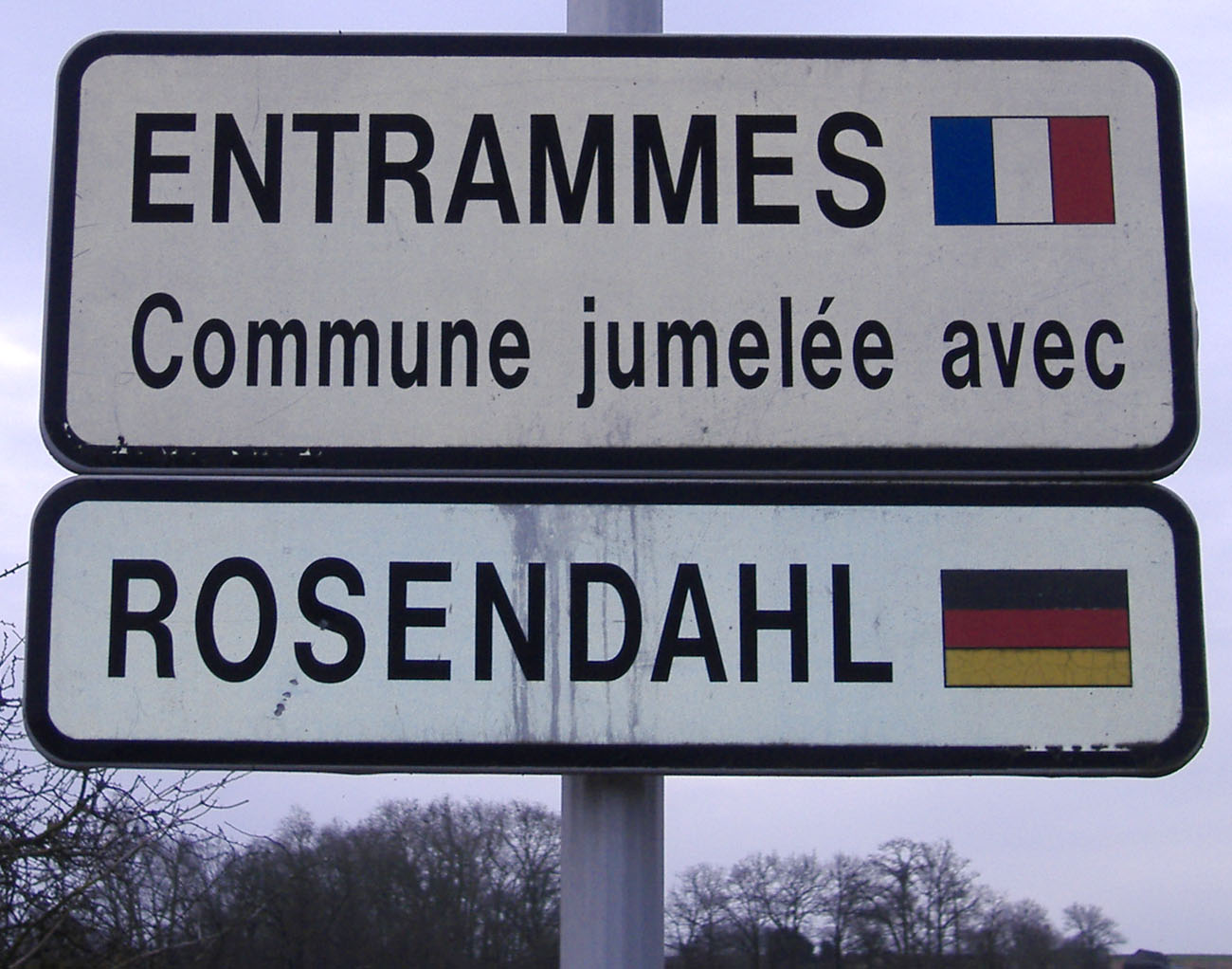
La targa all'ingresso del paese
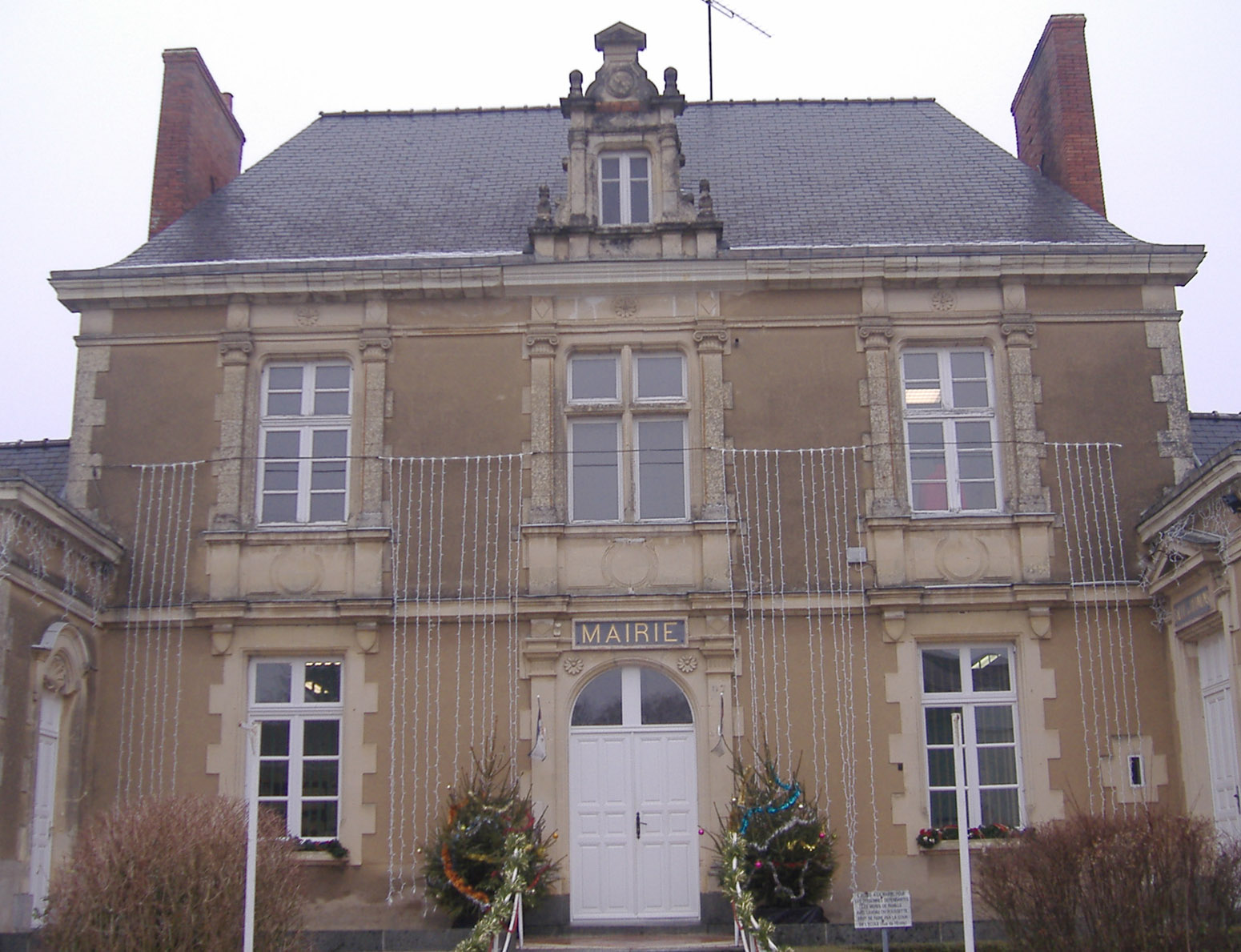
Il vecchio municipio
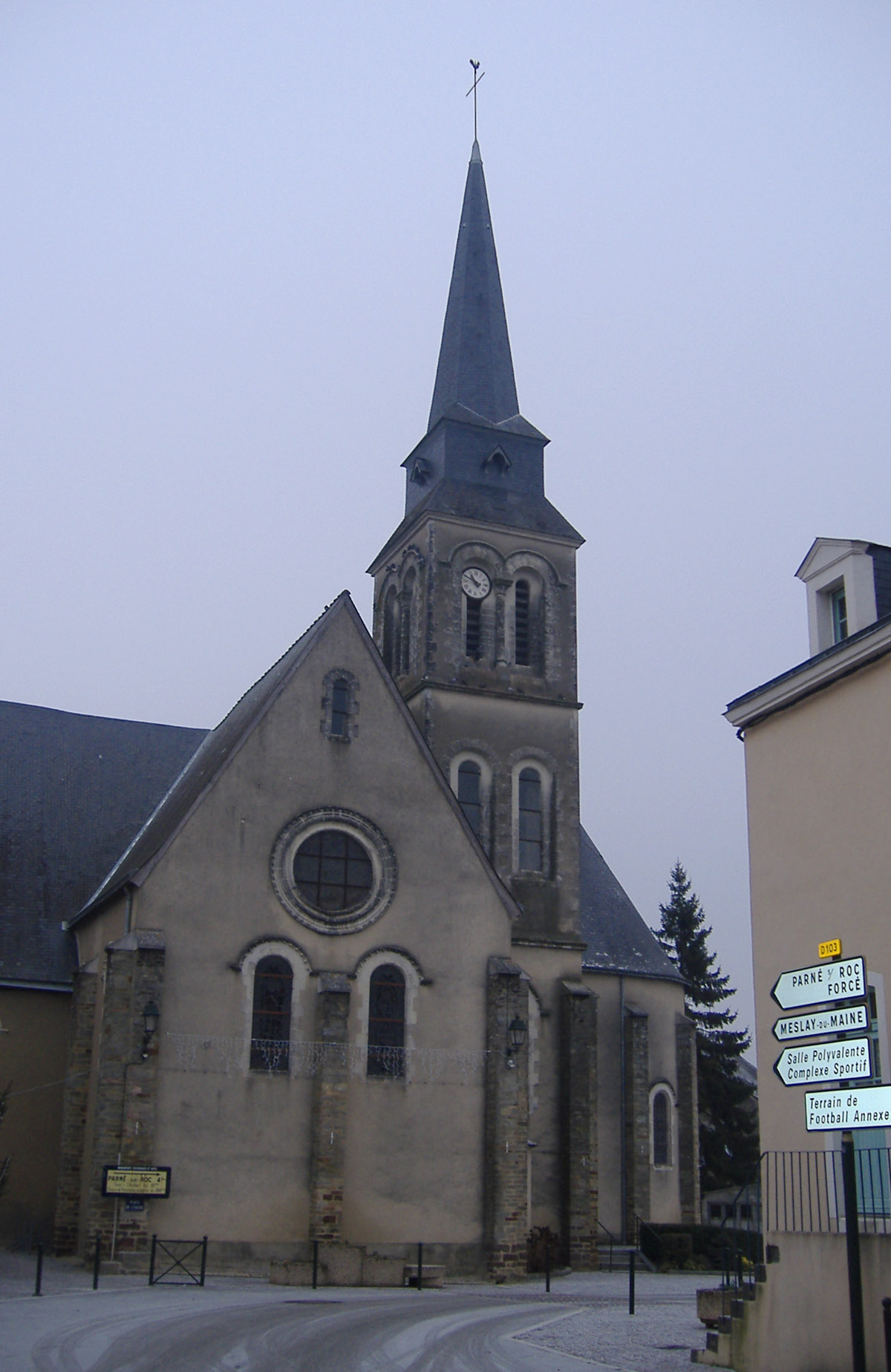
La chiesa parrocchiale
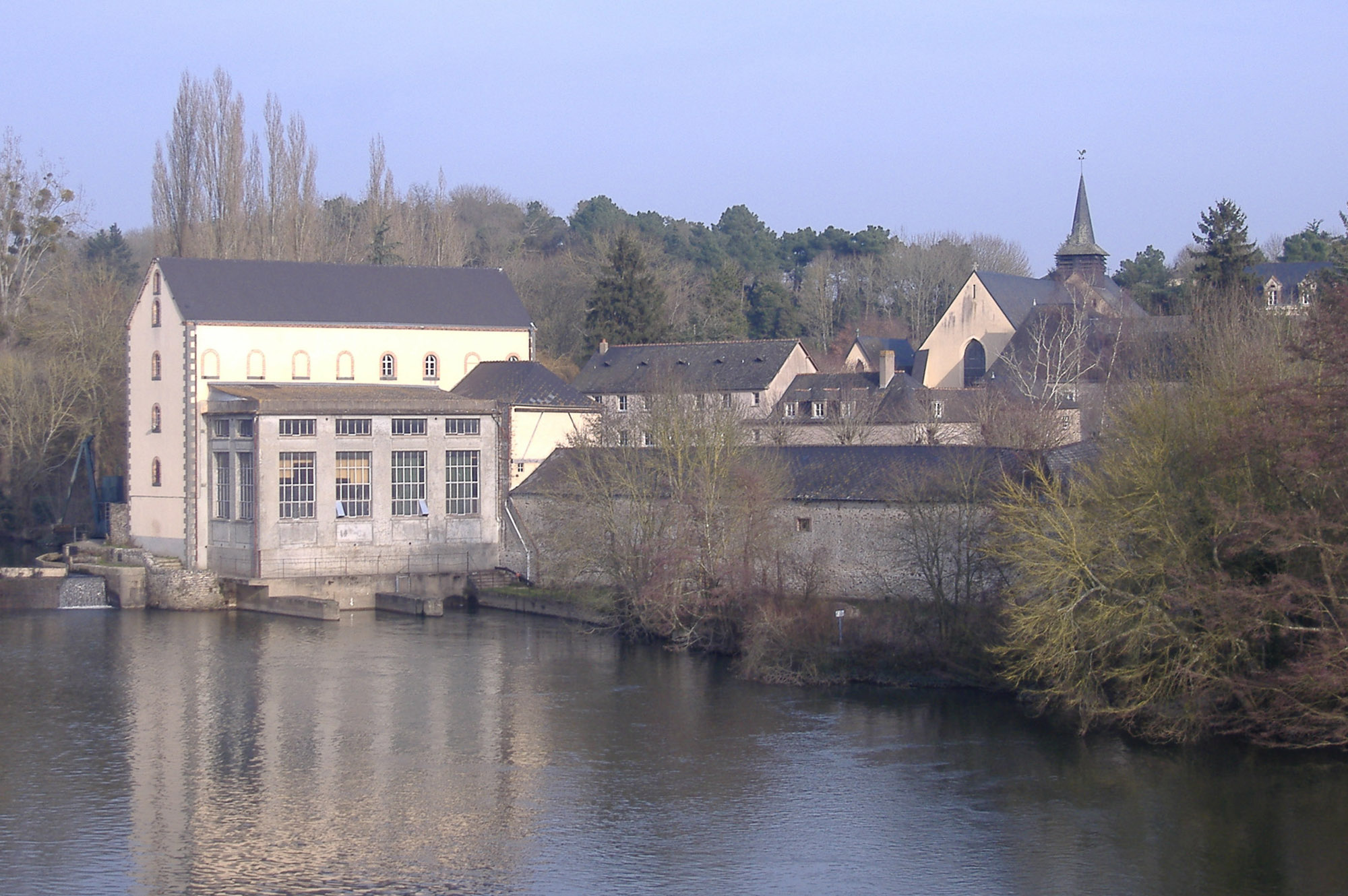
L'abbazia di Notre Dame Port du Salut